# Vuča (Berane)
Pour les articles homonymes, voir Vuča.
Vuča (en serbe cyrillique : Вуча) est un village du nord-est du Monténégro, dans la municipalité de Berane.

## Démographie

### Évolution historique de la population
| 1948 | 1953 | 1961 | 1971 | 1981 | 1991 | 2003 |
| ---- | ---- | ---- | ---- | ---- | ---- | ---- |
| 170  | 220  | 172  | 148  | 92   | 70   | 26   |